# Central hidroeléctrica San Clemente
La central hidroeléctrica San Clemente es una planta transformadora de energía hidráulica en eléctrica de 5,9 MW.
La central recibe las aguas del sistema de riego Maitenes que salen desde el embalse Colbún. La energía producida es reconocida bajo la ley de Energías Renovables No Convencionales, es decir, le permite generar certificados ERNC. Se encuentra certificada bajo el estándar del Mecanismo de desarrollo limpio de las Naciones Unidas.